# Peter M. Lengyel
Peter M. Lengyel (New York, 5 juni 1946) is een Amerikaanse jazzpianist, componist en arrangeur.
Lengyel studeerde aan Glasboro St. College (Bachelor) en aan Indiana University (muziektheorie, Master, 1973). Hij werkte tot 1985 als universitair docent, daarna was hij actief als componist en arrangeur voor jazzbands en orkesten en gaf hij les. Lengyel was de baas bij uitgeverij P&D Jazz Publications en hoofd van de jazzfaculteit van Eastfield College in Texas. Als musicus, arrangeur en componist werkte hij o.a. met Don Ellis, Bill Watrous, Clark Terry en Frank Rosolino. Hij schreef een reeks van composities voor jazzensembles en vier symfonische werken. Zijn Jazzorphosis was een compositieopdracht voor de Army Ground Forces Band. In 1983, 1984 en 1985 werd hij voor zijn muziekpedagogische prestaties geëerd door de University of Texas in Arlington.